# Lynn Knippenborg
Lynn Knippenborg (Zieuwent, 7 januari 1992) is een Nederlandse handbalster die uitkomt in de Duitse Handbal-Bundesliga voor Neckarsulmer SU.

## Onderscheidingen
- Middenopbouwster van het jaar van de Eredivisie: 2011/12[2]